# 125-та окрема важка механізована бригада (Україна)
125-та окрема важка механізована бригада (125 ОВМБр) — військове з'єднання Сухопутних військ Збройних сил України у Львові.  Перебуває в складі 3-го армійського корпусу.

## Історія
У березні 2022 року була сформована 125-та окрема бригада територіальної оборони.
В червні-липні 2022 року практично всі батальйони бригади вирушили на схід України, беручи участь у боях на Харківщині та Донбасі. Батальйони бригади, спільно з іншими підрозділами ЗСУ брали участь у звільненні с. Озерне, с. Діброва, смт. Ямпіль, с. Торське.
5 грудня 2022 року у Михайлівському Золотоверхому монастирі бригаді було вручено бойовий прапор.
На початку 2023 року 4-й та 5-й батальйони бригади, після півроку боїв в Харківській області, перейшли до захисту Бахмута, а 1-й та 3-й батальйони, посилені підрозділами 2-го батальйону, вели важкі бої у напрямку Кремінної.
На квітень 2024 року бригада займала позиції на північ від Харкова, одразу біля кордону з РФ, тримаючи смугу оборони довжиною близько 50 км. Це була не суцільна смуга укріплень, а тоненький ланцюжок окремих опорних пунктів. За даними Юрія Бутусова, 28 квітня командування бригади отримало повідомлення про можливий російський наступ в напрямку Липців. 4 травня на позиціях одного з батальйонів бригади побували командувач ОСУВ «Хортиця» генерал-лейтенант Юрій Содоль та командувач ОТУ «Харків» Юрій Галушкін. 5 травня українське командування почало розгортати одразу позаду за позиціями 125-ї бригади підрозділи 42-ї механізованої бригади, яка нещодавно вийшла з-під жорстоких боїв під Бахмутом. 42-га бригада займала ту ж 45-км смугу, що й 125-та бригада, але у другому ешелоні. 9 травня на кількох ділянках від Вовчанська до Тернової на позиції 125-ї бригади та батальйонів зайшли три спецпідрозділи Головного управління розвідки Міноборони. По 2-3 бійці ГУР зайшли на опорні пункти піхоти, офіцери ГУР зайшли на пункти управління для покращення ситуаційної обізнаності, і це різко підвищило боєздатність підрозділів бригади.
О 3-й годині ночі 10 травня армія РФ перейшла в атаку, і цей удар не був несподіваним. Не зважаючи на скоординоване вогневе ураження по російським військам, росіяни прорвали лінію оборони 125-ї бригади і швидко просунулися на Липцівському напрямку (за наступні 15 діб боїв у бік Липців — до 9 км, при цьому в районі Вовчанська просування — до 6,5 км, у районі Стариці — до 7 км). Одним із факторів успіху російського наступу було те, що росіяни на одну добу придушили системи зв'язку «Старлінк» уздовж кордону з РФ, і українські частини мали тримати зв'язок радіостанціями «Моторола», основним тактичним радіозв'язком у ЗСУ. У цих умовах підрозділи 125-ї бригади, а також придані їй сили 415-го і 172-го батальйонів були змушені залишити значну кількість позицій. При цьому Бутусов не охарактеризував дії 125-ї бригади ТРО як втечу чи паніку: за його словами, завдяки нещодавньому посиленню бригади офіцерами ГУР, з'єднання зберегло керованість у боях.
До 12 травня росіяни просунулися до Липців на глибину 9 км. Але за цей час туди вже прибули та встигли розгорнутися українські резерви, зокрема 13-та бригада Нацгвардії «Хартія», у чиїх лавах було багато харків'ян, які зупинили російський наступ. Того дня командир підрозділу розвідки Сухопутних військ ЗСУ Денис Ярославський заявив, що 125 ОБр ТрО ЗСУ виправдовувалася тим, що їх змусили підписати акти прийому передачі фортифікацій, які не були завершені навіть на 30 %.
17 червня 2024 року генерал-лейтенант Артур Горбенко подякував особовому складу за вірність присязі і оголосив про те, що пішов у відставку з посади командира бригади, але продовжить службу у ЗСУ. 19 червня повідомлено, що бригаді призначили нового командира — полковника Вадима Бондаренка. Бригада проходила процес відновлення боєздатності.
З листопада 2024 року бригадні артилеристи приймають активну участь в боях за м. Торецьк Донецької області. 
У січні 2025 року правоохоронці затримали колишніх командирів, яких підозрювали у тому, що через їхню недбалість російські війська змогли захопити частину Харківщини у травні 2024 року. У справі фігурує і тодішній командир 125 бригади Артур Горбенко. Слідство стверджувало, що ці дії призвели до втрат серед українських військових та зброї, а ще зірвали оборону державного кордону в зоні їхньої відповідальності. Горбенко визначив позиції оборони для 125 окремої бригади ТрО, які не відповідали її бойовим можливостям. До того ж він мав інші підрозділи, які могли підсилити ці позиції. Але він вчинив низку помилок — не повністю уточнив напрямки головних ударів російської армії, а ще недостатньо контролював організацію підготовки та оборону позицій. Бригада у відповідь виступила із заявою, в якій стала на захист екскомандира.
Наприкінці липня 2025 року бригада була переформована у важку механізовану.

## Символіка бригади
Нарукавний знак 125-ї бригади має вигляд геральдичного щита блакитного кольору з жовтою звуженою зубчатою главою та оздоблений жовтим кантом. Центральним елементом є золота брама з трьома вежами, кожна з яких має по одній бійниці та завершена трьома зубцями. Брама відкрита, без воріт і ґрат, що символізує відкритість і гостинність міста Львова, де базується бригада. У брамі крокує у правий геральдичний бік золотий лев, який є символом мужності та сили.

## Структура
Протягом 2022-2025 років:
- Управління (штаб)
- 215-й окремий батальйон територіальної оборони
- 216-й окремий батальйон територіальної оборони
- 217-й окремий батальйон територіальної оборони
- 218-й окремий батальйон територіальної оборони
- 219-й окремий батальйон територіальної оборони
- рота ударних безпілотних авіаційних комплексів
- розвідувальна рота
- мінометна батарея
- рота матеріально-технічного забезпечення
- автомобільна рота
- інженерно-саперна рота
- медична рота

Станом на 2025 рік: 

## Оснащення
- HMMWV[11]

## Командири
- (03.2022—06.2024) генерал-лейтенант Горбенко Артур Іванович[12][5]
- (з 06.2024) полковник Бондаренко Вадим Олександрович[2]

## Вшанування

### Нагороджені
Найвищими державними нагородами відзначені:
- Довгун Тарас Сергійович «Шершень» (2003—2023) — солдат. Воював під Бахмутом. Герой України (2023, посмертно).
- Макаревич Микола Миколайович (1988—2023) — лейтенант. Воював під Бахмутом. Герой України (2023, посмертно).
- Думанський Павло Романович (2003—2022) — солдат. Герой України (2023, посмертно).
- Чайка Тарас Ігорович (1993—2022) — лейтенант. Герой України (2024, посмертно).